# 南魚沼市図書館
南魚沼市図書館（みなみうおぬましとしょかん）は、新潟県南魚沼市の公共図書館。図書館法第10条と南魚沼市図書館条例に基づいて設置されている。2014年6月1日に開館した。

## 特徴
JR東日本・北越急行の六日町駅前のショッピングセンターララ内にある。2014年6月1日のオープン時の蔵書数は約10万冊。オープン後の5年間で蔵書数を20万冊とする整備計画である。
外部と内部には、南魚沼木材協会で施工した越後杉のルーバー

が採用されている。ルーバーの一部には、市内の行政区
の町名及び集落名が刻印されている。

## 施設
- 閲覧席
  - 一般用 100席
  - 学習用  20席
  - 子供・児童閲覧用 30席
  - 新聞・雑誌閲覧用 10席
  - 視聴覚閲覧用 映像用5ブース リスニング5ブース
  - パーソナルコンピュータ・インターネット利用 10席（パソコン5台、接続口設置5席）
  - 幼児・児童用おはなしの部屋
    - 畳スペース
    - 貴重図書コーナー
    - 障害者コーナー 低い机の設置
    - 点字・大活字図書コーナー
    - 図書園（屋外読書コーナー）
    - 利用者蔵書検索コーナー

  - 一般開架スペース 2箇所 児童開架スペース 1箇所
- サービスカウンター
- 事業実施室
- 視聴覚教育室（多目的ホール）
- 学習室
- 古文書類閲覧室
- 対面朗読、録音室
- 喫茶・休憩コーナー
- 親子ふれあい室
- 展示コーナー

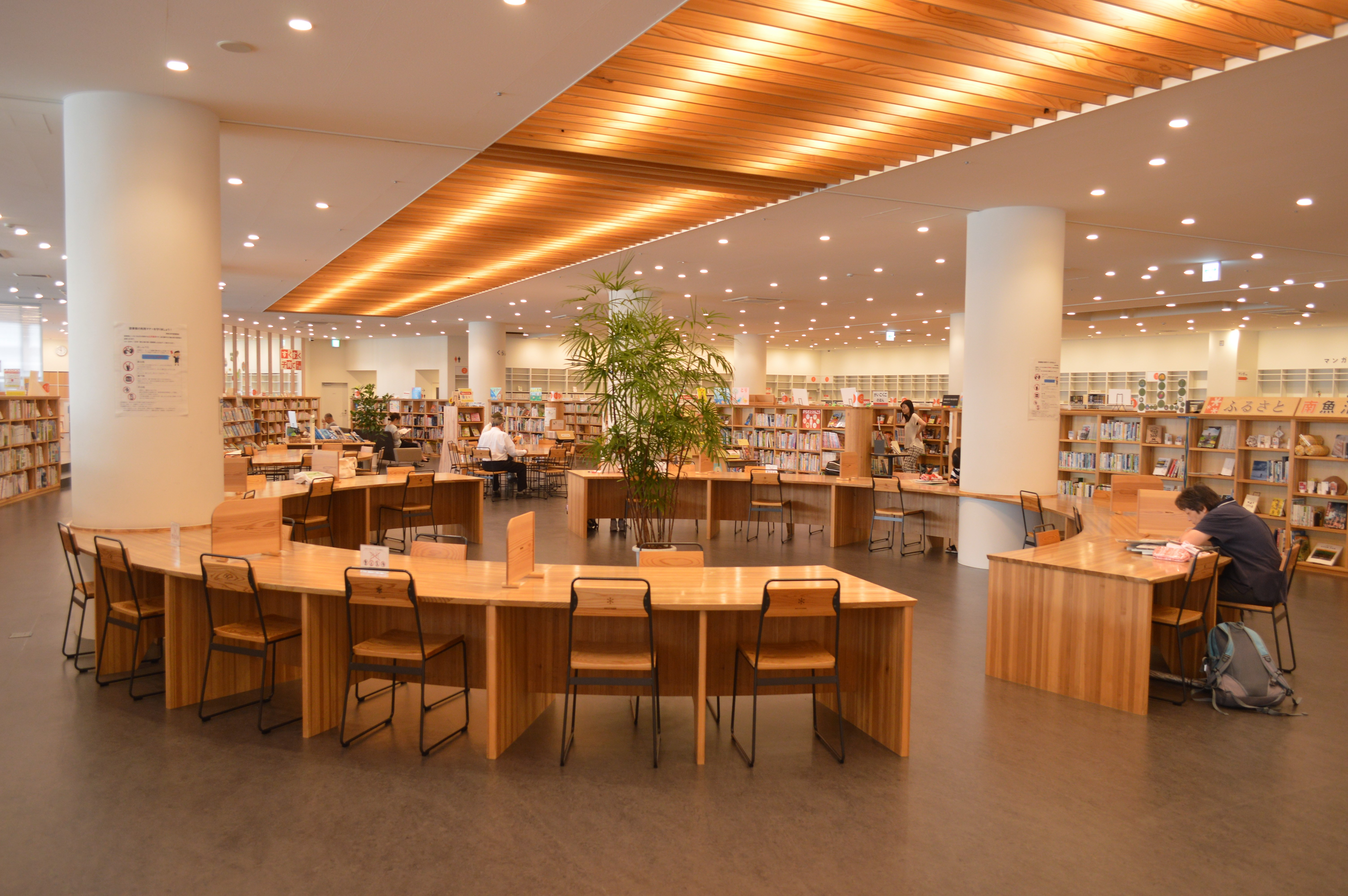
館内中央部の閲覧席
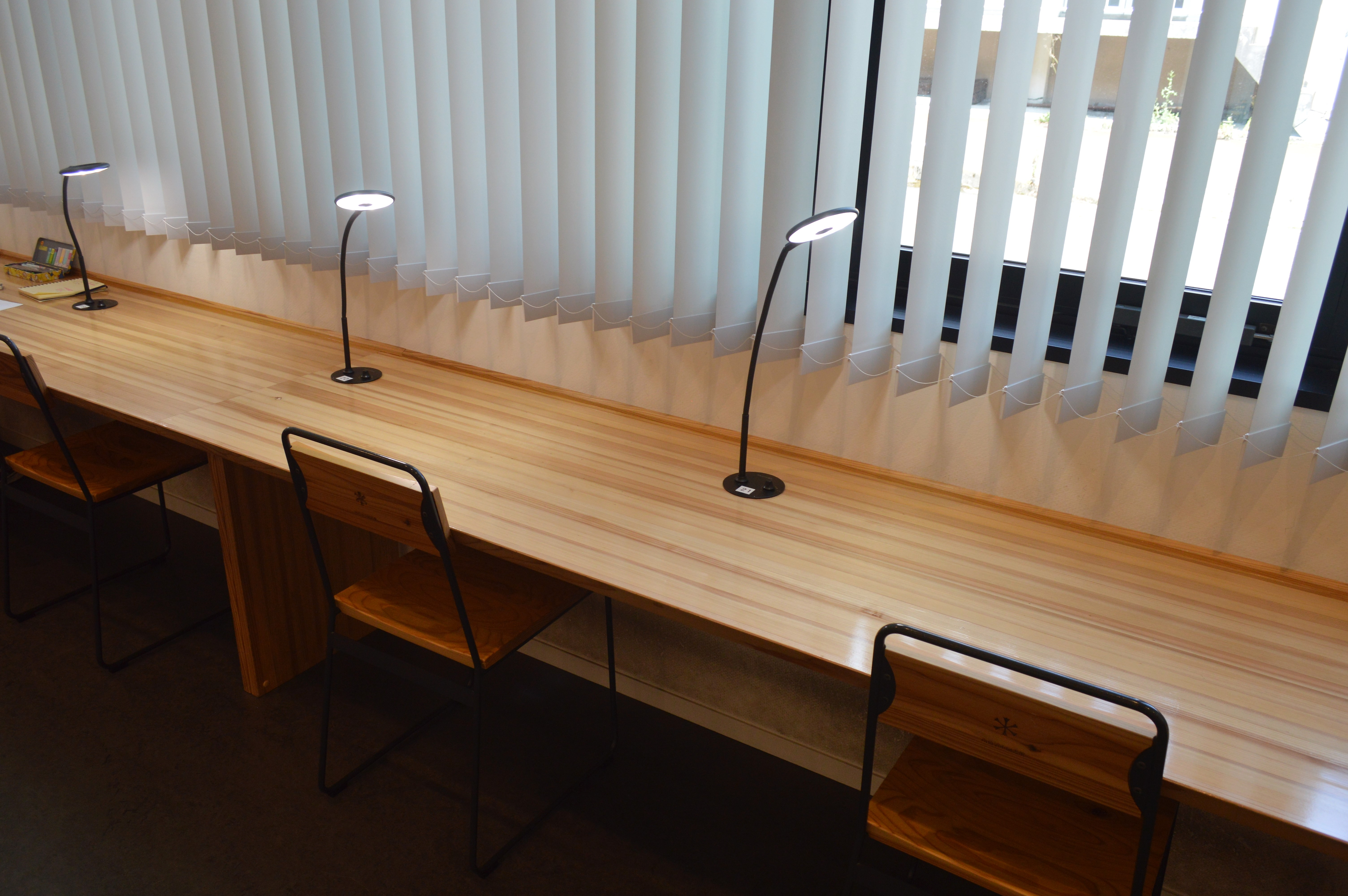
窓際の閲覧席
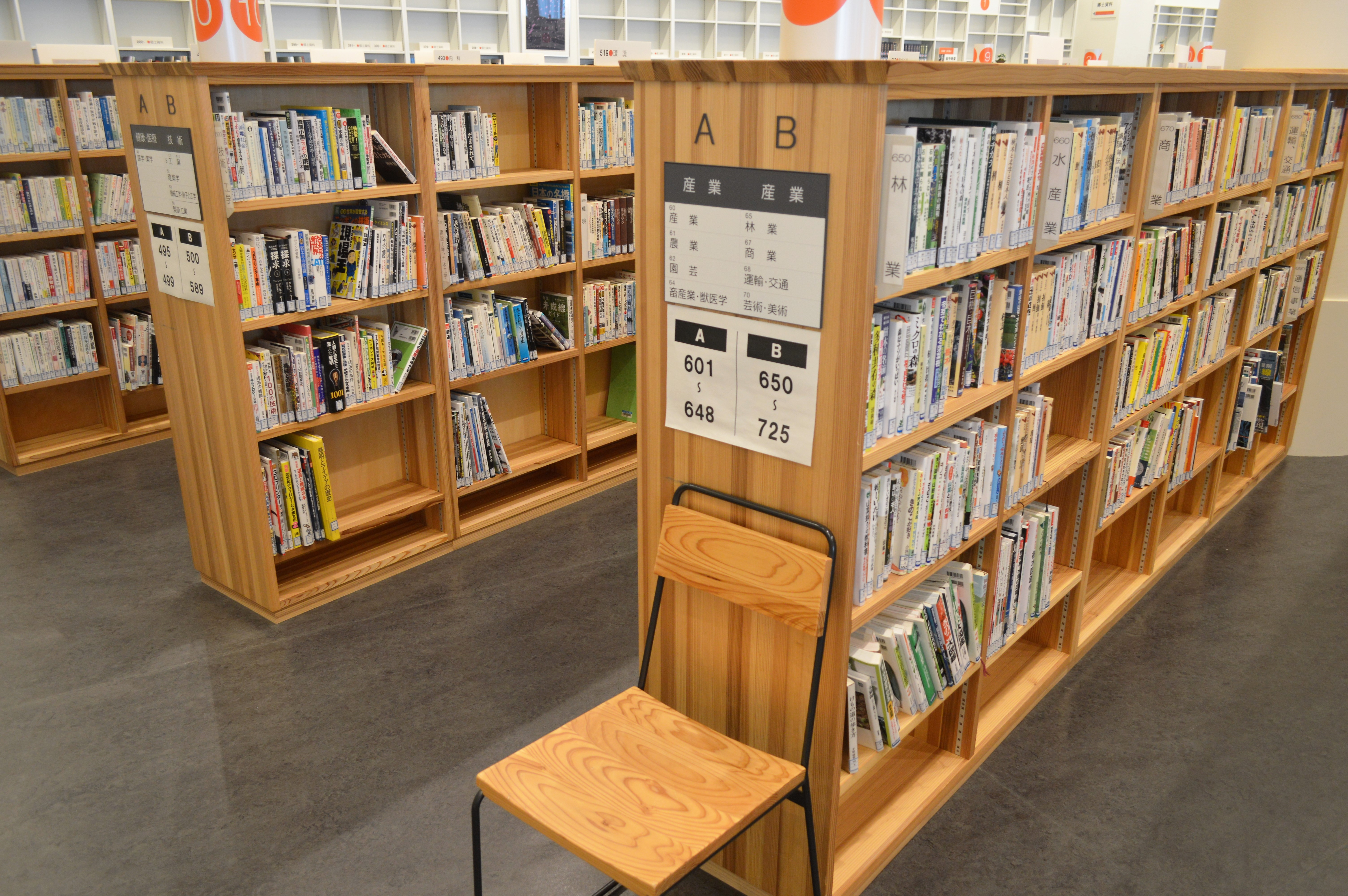
越後杉による什器
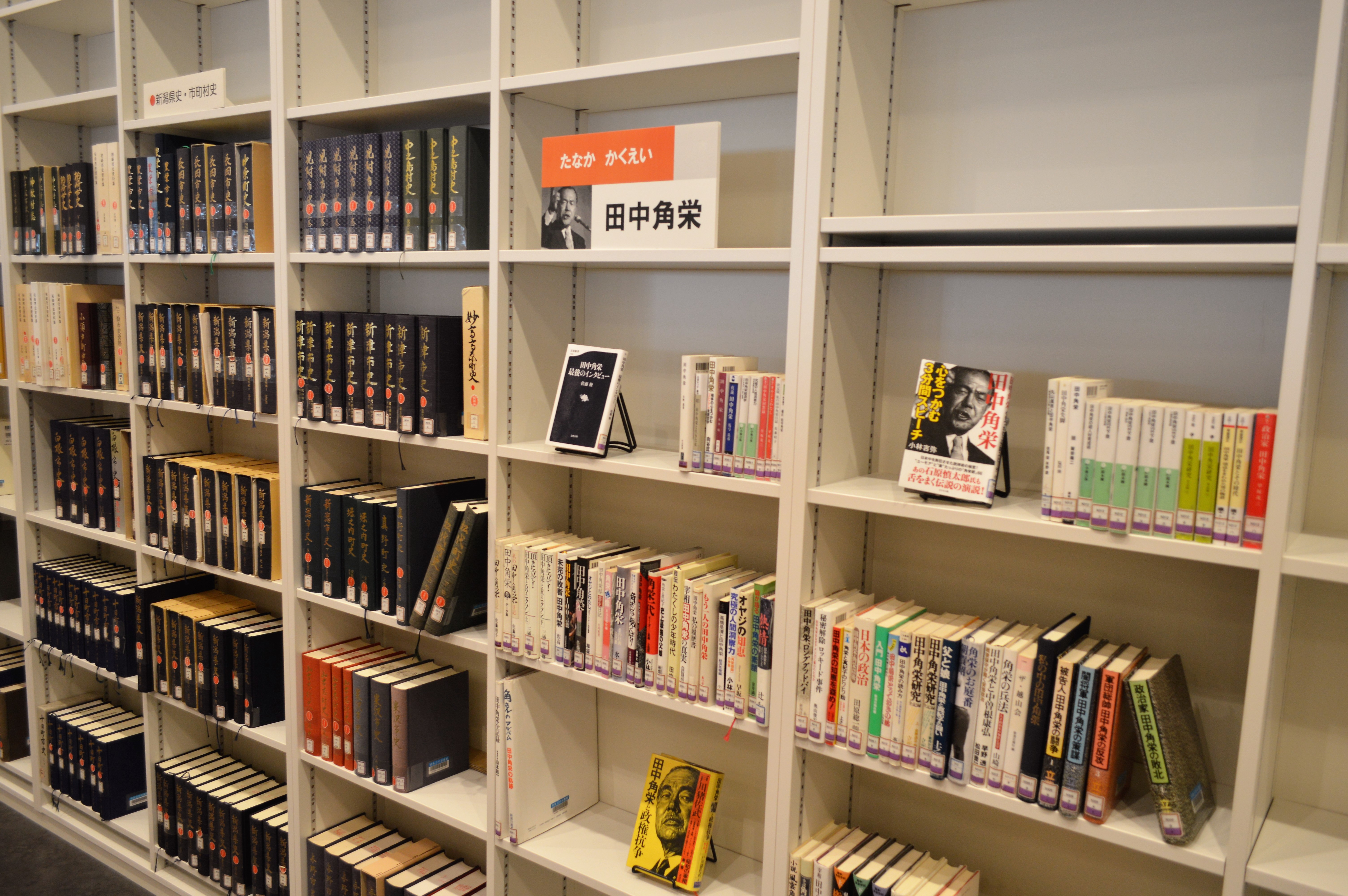
地域資料と田中角栄コーナー

## 利用案内
- 開館時間
  - 月 - 金曜日： 9時30分 - 20時00分
  - 土・日曜日、祝日： 9時30分 - 19時00分
- 休館日
  - 図書整理日・第3木曜日
  - 年末・年始： 12月29日 - 1月3日
  - 蔵書点検期間